# Kostobokowie

Lokalizacja Kostoboków w II–III wieku

Kostobokowie – starożytne plemię dackie, notowane w źródłach historycznych w okresie od początku lat 70. II wieku. Zamieszkiwali obszar pomiędzy górną Cisa a górnym Prutem i Seretem, północną Mołdawię, Bukowinę i Marmarosz.
W roku 170 najechali Grecję zajmując tereny aż do Eleusis. Około roku 172 zostali pokonani przez Hasdingów.